# 辻本店
株式会社辻本店（つじほんてん）は、岡山県真庭市勝山の勝山町並み保存地区にある酒造メーカー。

## 概要
勝山町並み保存地区の旧出雲街道沿いに蔵を構える。
本家・辻安右衛門が1711年 - 1735年（正徳・享保年間）真嶋屋と称し、呉服商を始めた。その後次男が安右衛門を襲名、1785年（天明4年）分家し炭屋と号し呉服屋を開業。安右衛門の子弥兵衛が更に分家し、1804年（文化元年）に酒造業を始めた。二代目弥兵衛が1833年（天保4年）に家督を相続、酒造業の他、醤油醸造、種油製造を営業する。
1861年（万延2年）には藩公に清酒を献上、この献上の酒の由来より、のちに「御前酒」の銘柄が生まれた。
1935年（昭和10年）株式会社辻本店に組織変更。
2014年（平成26年）本社周辺9棟が国の登録有形文化財に登録される。

## 銘柄
日本酒
 • 御前酒

 • GONENSHU 9 NINE
若い女性杜氏を中心にした9人の若者が、同世代の若者にも日本酒をもっと飲んでもらい、さらに日本酒の親父臭いイメージを変えたいというコンセプトの元で開発された。商品名の「ナイン」は開発に関わった若者が9人いることから名付けられた。
2008年に限定生産し、2009年に再び期間限定・本数限定で販売を開始した。
キャッチフレーズは「革新する日本酒」。
岡山産の酒造好適種である雄町米を使用。日本でも数蔵しか取り組んでいない醸造方法の菩提もと仕込みで仕上げている。
若者や女性をターゲットとし、従来の日本酒のイメージを革新するコンセプトであるため、日本酒らしからぬお洒落なデザインのオリジナルボトルを使用している。
〈種類〉
- ホワイト - しぼりたて生原酒
- ブラック - しぼりたて原酒火入れ
- ブルー - 夏生
- グリーン - ひやおろし
- レギュラー - 通年

リキュール
 • GOZENSHU9(NINE)ゆずの酒

 • 梅酒 夢真蔵 YUMEMAKURA

焼酎
 • 本格麦焼酎 おいさぁ

## CM出演者
- 長門勇 - 1970年代のローカルCM、「『御前酒』飲まにゃあ、ええ酒じゃ」のCFで知られている。

## 登場する作品

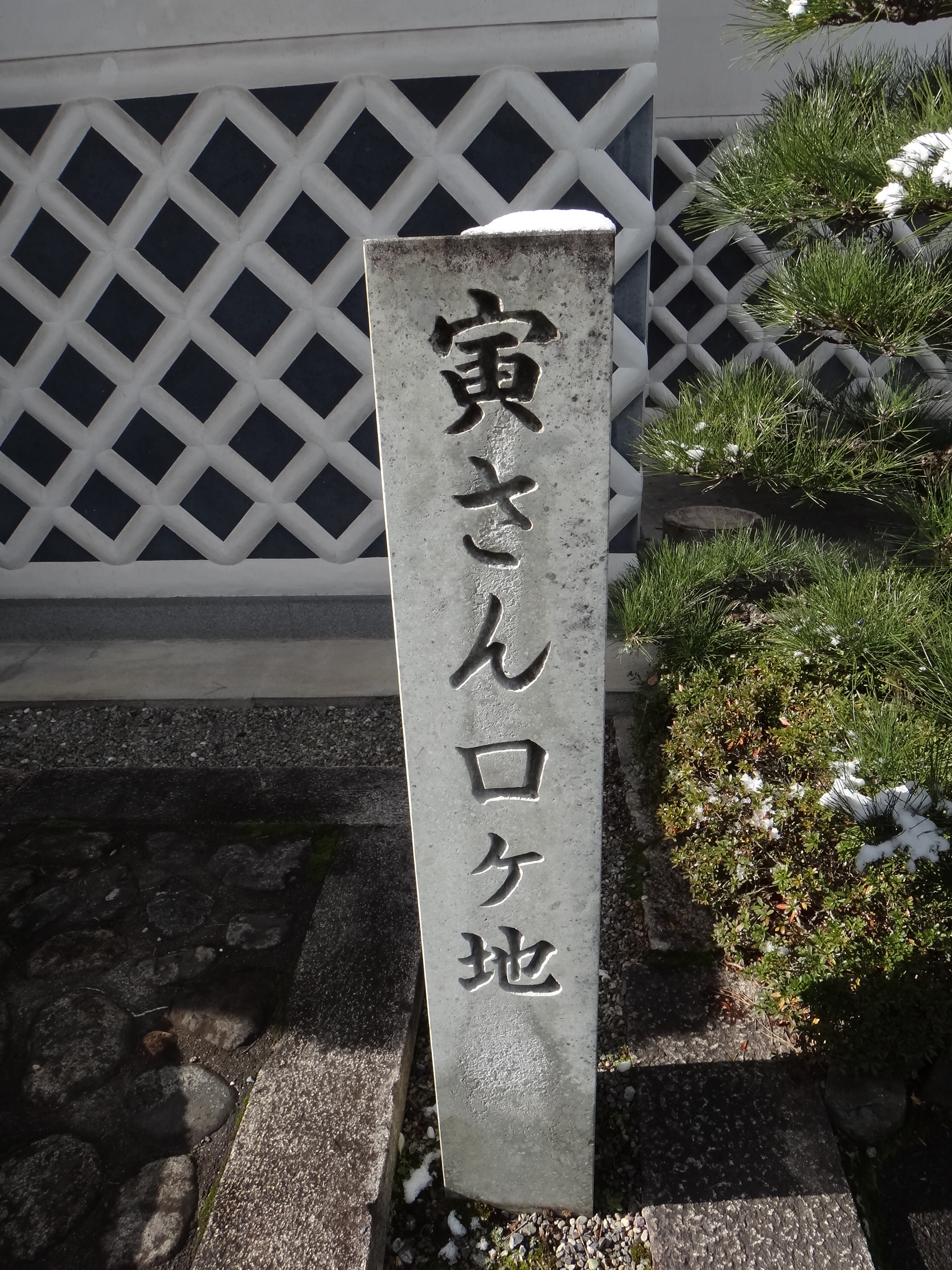
西蔵前の寅さんロケ地記念碑

- 1995年の公開映画『男はつらいよ 寅次郎紅の花』のロケが周辺の通りで行われた。主人公の寅さんが試飲をして酔っぱらう店として撮影が行われた[5]。

## 登録有形文化財
2014年4月25日に登録された
- 辻本店店舗兼主屋、事務所、衣装蔵、奥座敷、西蔵、倉庫、社舎、表門及び塀、庭塀9棟
- 旧岡野屋旅館 客室棟、門及び塀2棟（建物は辻本店が所有）

## アクセス
- 西日本旅客鉄道（JR西日本）姫新線 中国勝山駅より徒歩11分。

## ギャラリー

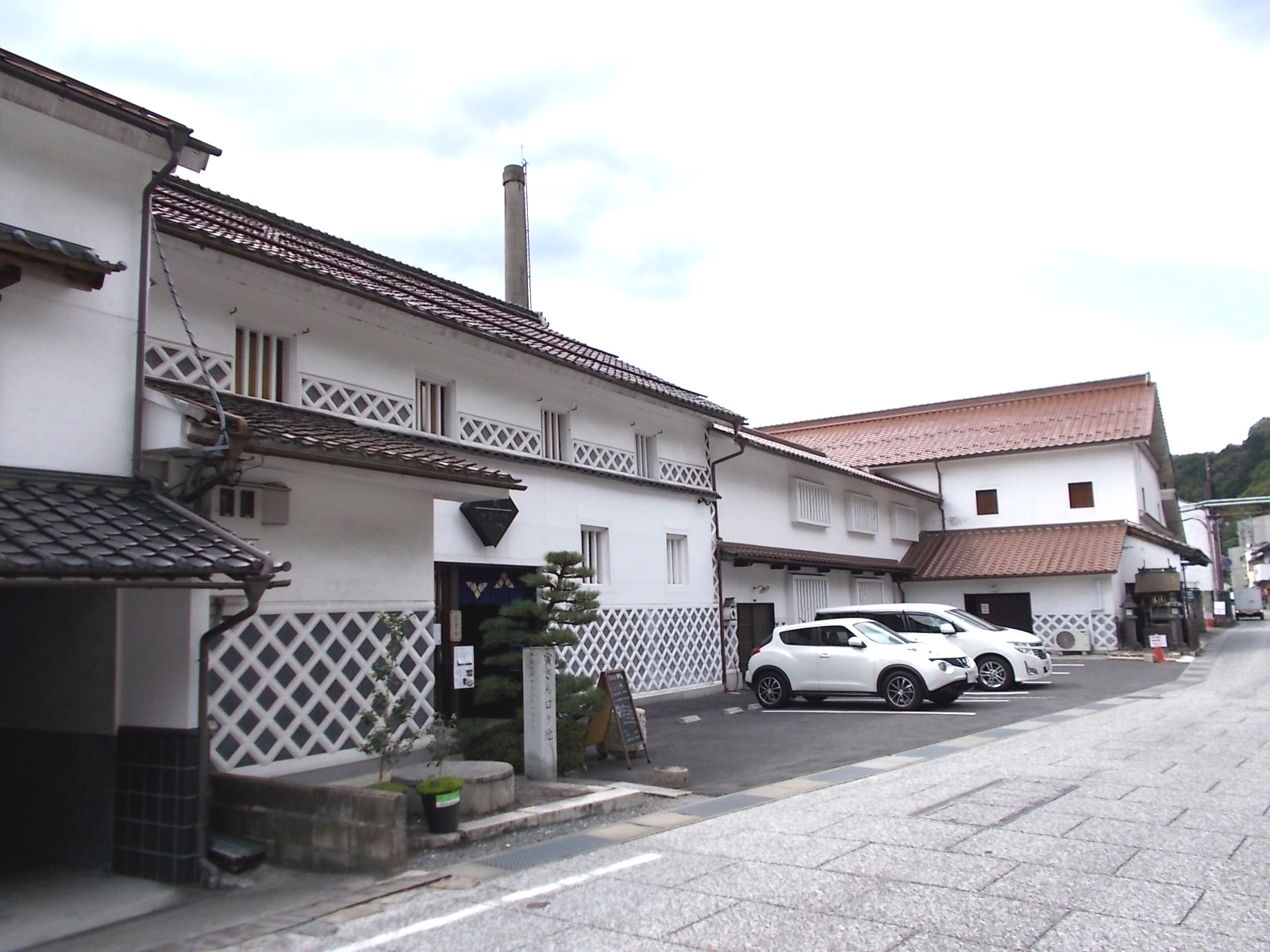
レストラン西蔵、蔵元直売場も併設
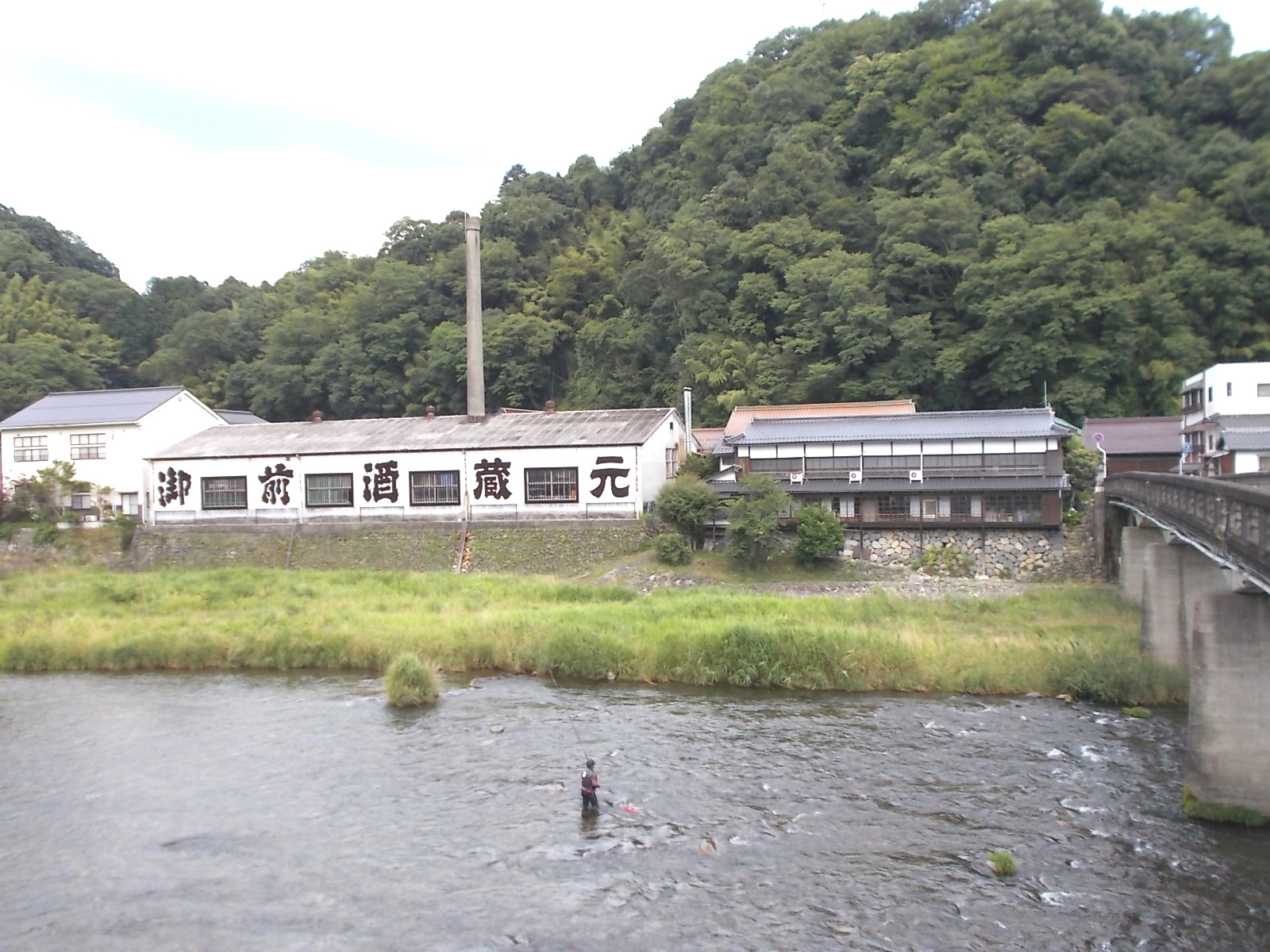
旭川対岸の旧勝山酒造付近から見た西蔵と旧岡野屋旅館
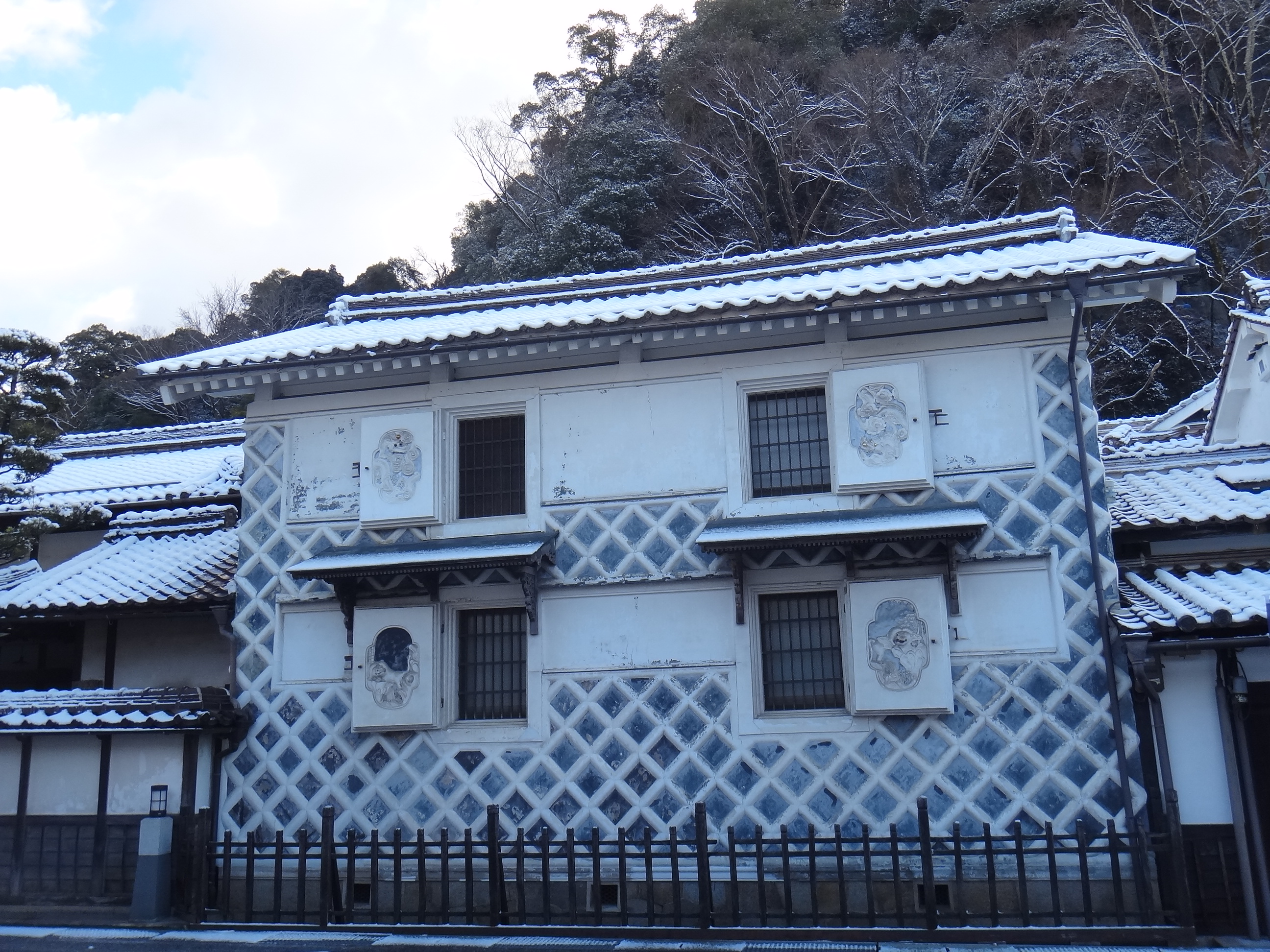
辻本店の鏝絵
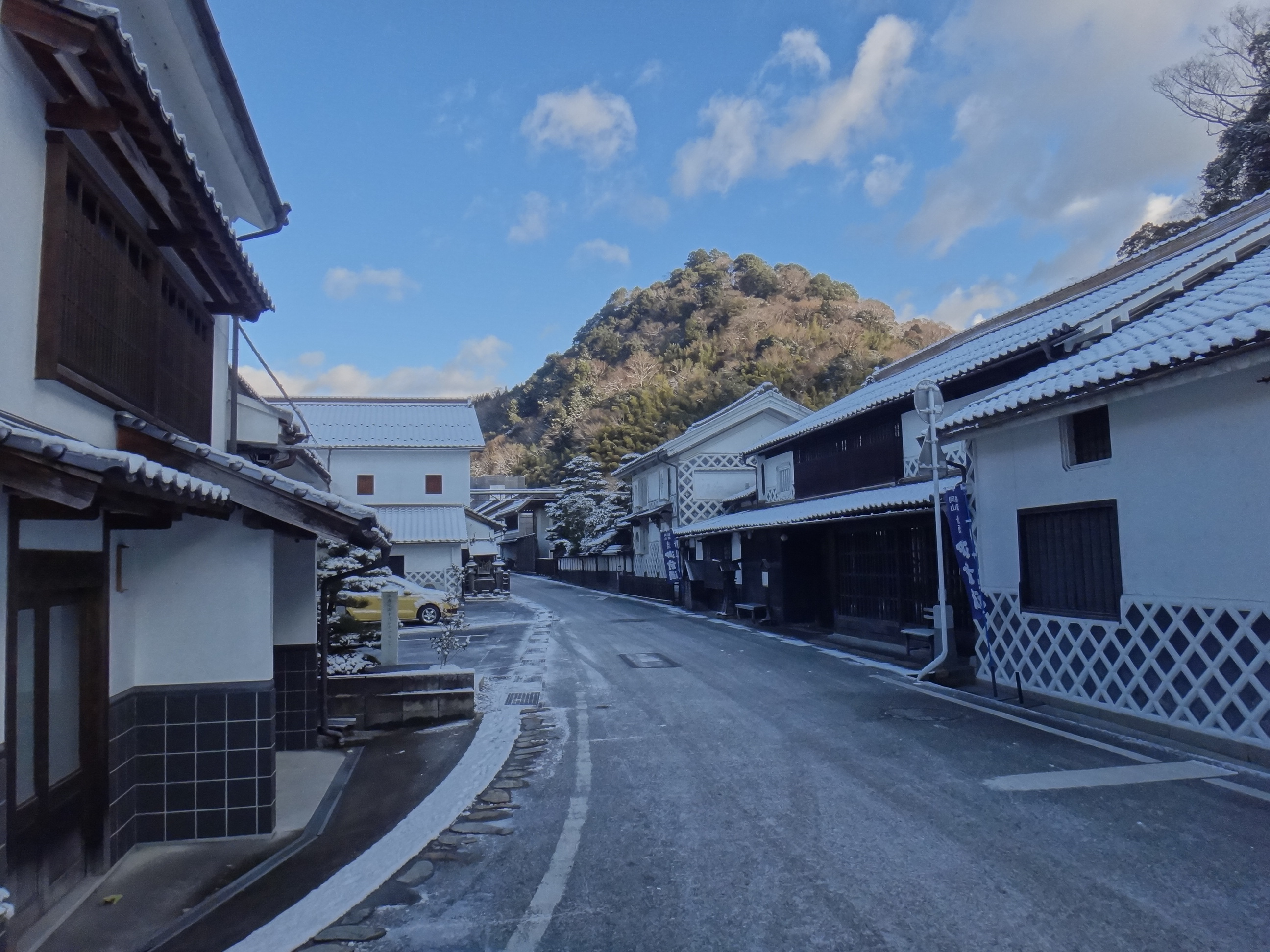
雪化粧の辻本店
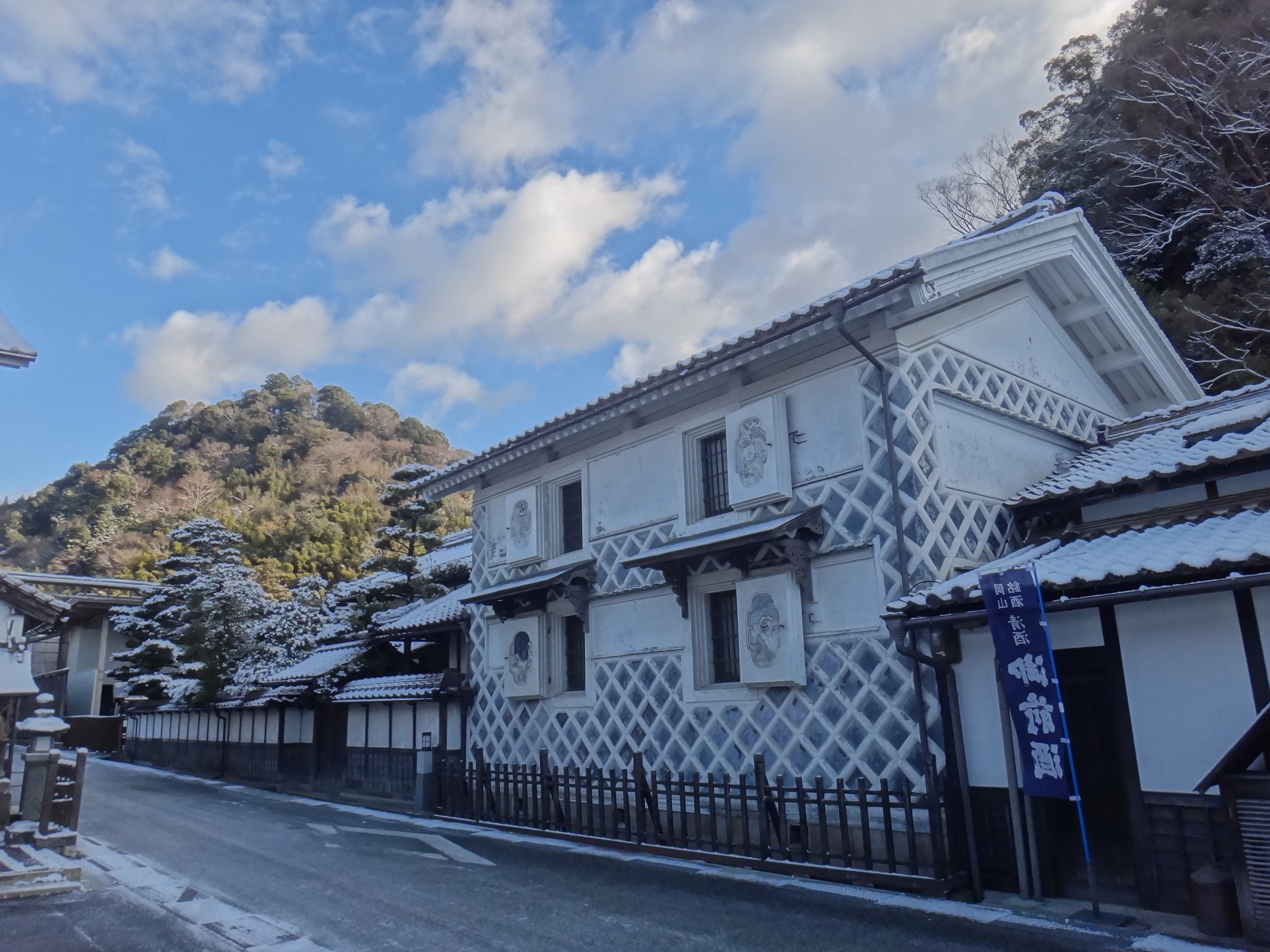
雪化粧の辻本店
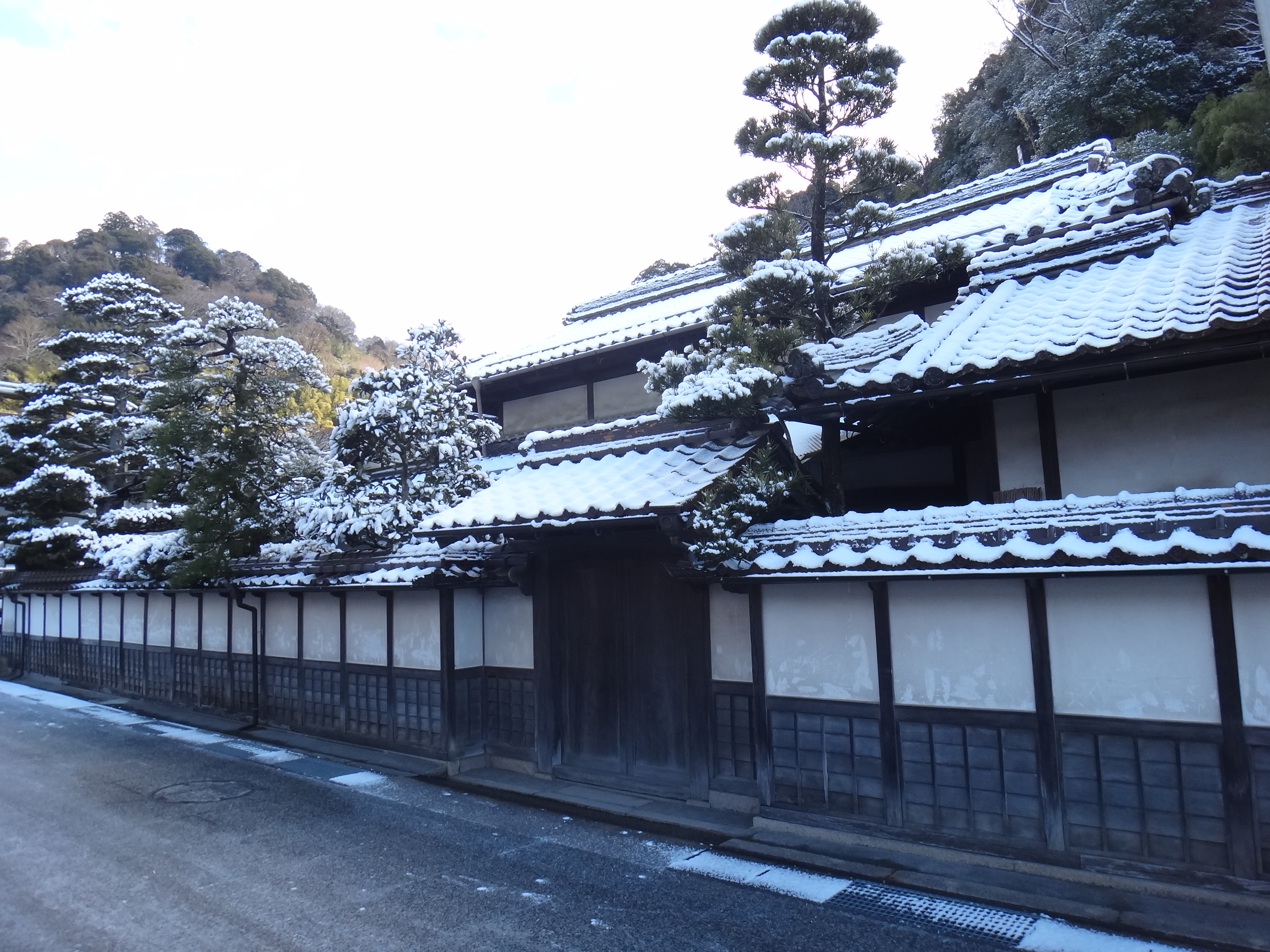
雪化粧の辻本店
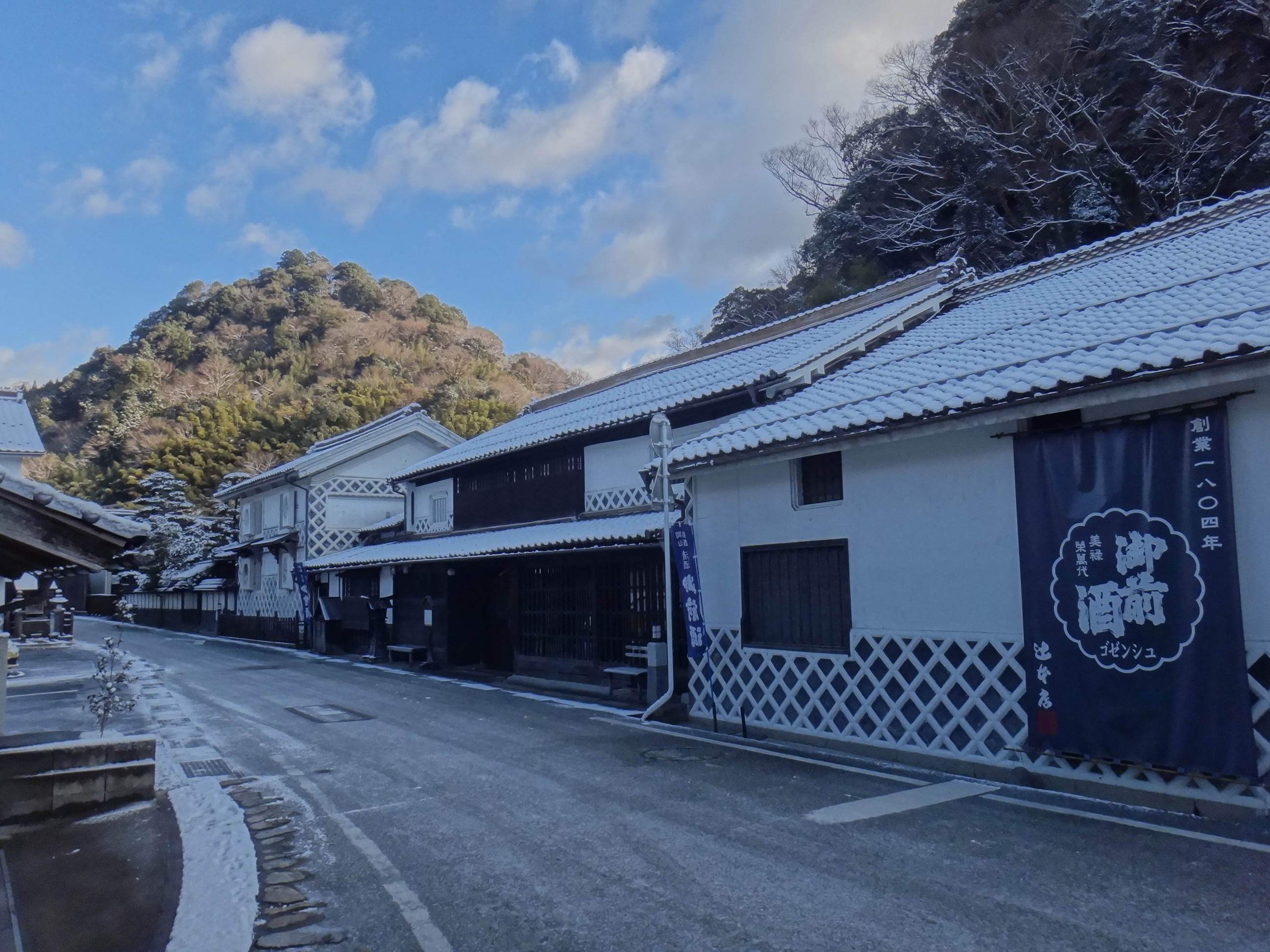
雪化粧の辻本店

## 関連文献
- 辻美津子「辻本店」『日本醸造協会誌』第84巻第10号、日本醸造協会、1989年、700頁、doi:10.6013/jbrewsocjapan1988.84.700。